# La leggenda del Piave

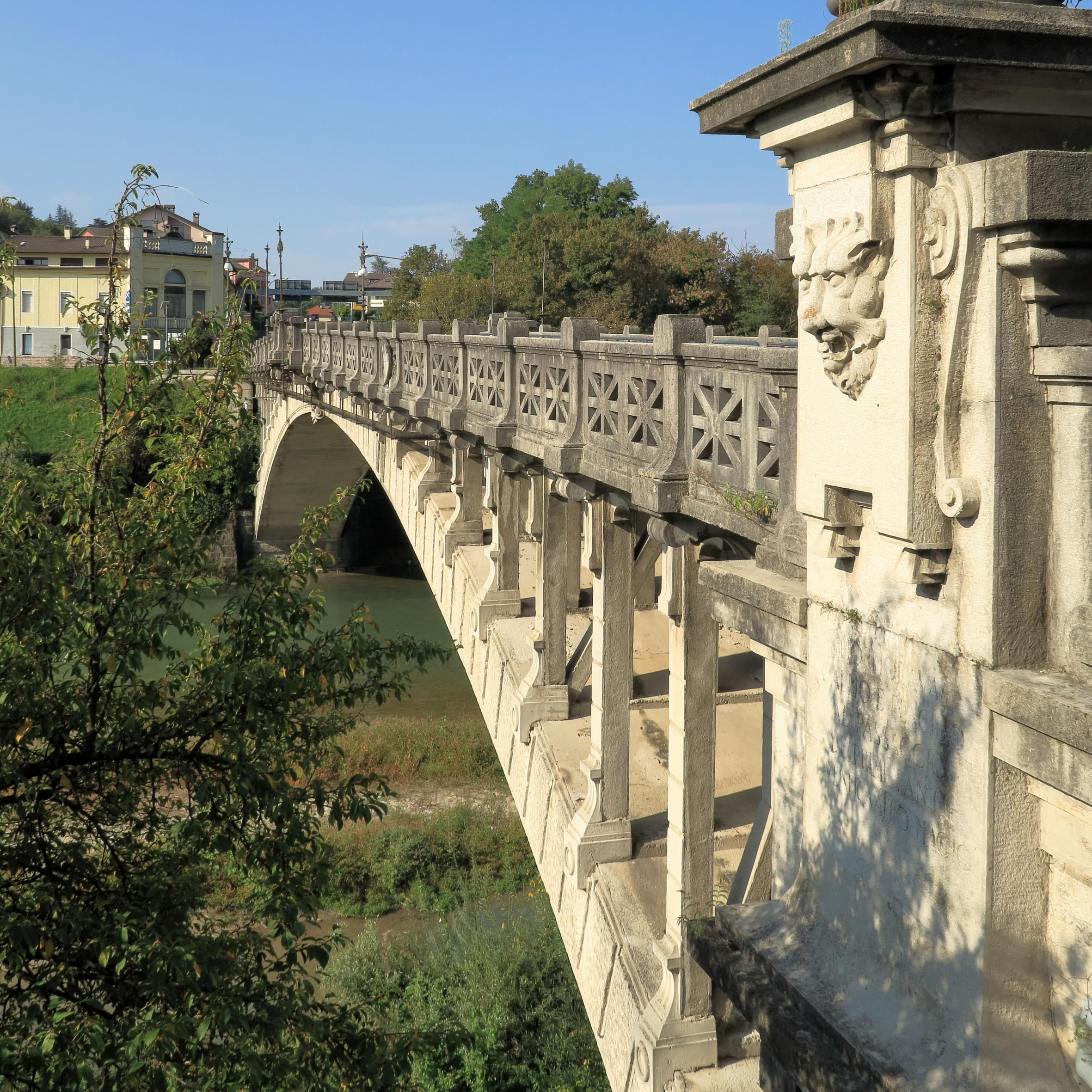
Illustration des paroles de la chanson.

Pour le film, voir La leggenda del Piave (film, 1952).
Pour les articles homonymes, voir Piave.
La leggenda del Piave (La légende du Piave), également connue sous le nom de La canzone del Piave (La chanson du Piave), est une chanson composée en 1918. Elle célèbre la revanche des troupes italiennes sur le front de la Vénétie à la fin de la Première Guerre mondiale.

## L'auteur
E. A. Mario (de son vrai nom, Giovanni Gaeta) (5 mai 1884 - 24 juin 1961) est l'auteur et le compositeur de chansons (surtout napolitaines) célèbres comme Santa Lucia luntana, Profumi e balocchi, O' Paese dò sole, Ci rivedremo in primavera, la Marcia d'ordinanza della Marina.
Ayant renoncé aux droits d'auteur sur sa chanson, l'auteur a fait don des premières cent médailles d'or reçues par la chanson des communes du Piave et des associations d'anciens combattants et de citoyens italiens, ainsi que les alliances d'or de son épouse et lui-même, au Fonds patriotique pour soutenir l'effort de guerre.

## Les faits historiques
Les faits historiques à la base de la chanson renvoient à la défaite de Caporetto en 1917, un désastre pour l'armée italienne. En juin 1918, l'Autriche-Hongrie lance une offensive sur le front italien du Piave, ce qui permet à la Landwehr, l'Armée impériale autrichienne, de se rapprocher des villes de Vénétie, Grave di Papadopoli (it) et Monte Montello. 
Entre le 2 et le 6 juillet 1918, la 3e armée italienne occupe la zone entre l'ancien et le nouveau Piave. Pendant la bataille, dite Bataille du solstice 84 600 Italiens et 149 000 Austro-Hongrois trouveront la mort.
Le front du Piave redevient actif pendant la Bataille de Vittorio Veneto en octobre 1918, quand les Italiens percent les lignes impériales. Un mois plus tard, la guerre était finie.

## L'impact psychologique
La chanson, écrite en juillet 1918, a eu un effet formidable sur le moral des troupes italiennes, ainsi que sur celle de la population civile. D'un ton gaillard et enthousiaste, étant accompagnée par les progrès de l'armée italienne sur le terrain, elle a contribué a remonter l'espoir des Italiens dans la victoire. Dans l'étude de la psychologie des masses, l'effet de la chanson peut être comparé à celui de la photographie de la Bataille d'Iwo Jima pour les Américains pendant la Seconde Guerre Mondiale.
Un ministre de l'époque disait que "La Leggenda del Piave a fait pour la cause nationale beaucoup plus qu'un général, et il a redonné du courage à des soldats démoralisés par la défaite de Caporetto".

## Le texte
Les quatre parties décrivent :
1. La montée des soldats vers le front; malgré le fait qu'elle soit présentée comme une défense des frontières italiennes, techniquement c'était l'Italie qui a déclaré la guerre à l'Empire austro-hongrois.
2. La retraite de Caporetto
3. La défense du nouveau front sur les rives du Piave
4. L'offensive finale, et la victoire.

Dans la première version, on avait pensé que la responsabilité de la défaite de Caporetto était attribuable à une trahison; un vers laissait entendre cette version. Quand plus tard on a compris qu'il n'y a pas eu trahison, mais qu'une unité avait fait défaillance car elle avait été exterminée par le gaz, la chanson a été modifiée.
La chanson est utilisée pour les célébrations de la Fête nationale italienne.
Entre 1946 et 1947, elle devint l'hymne national non officiel de la République italienne. Ensuite elle fut remplacée par l'actuel hymne national italien, écrit par Goffredo Mameli.

## Paroles
| Texte original | Traduction |
| --- | --- |
| Il Piave mormorava calmo e placido al passaggio dei primi fanti, il ventiquattro maggio. L'esercito marciava per raggiungere la frontiera, per far contro il nemico una barriera. Muti passaron quella notte i fanti: tacere bisognava e andare avanti. S'udiva intanto dalle amate sponde, sommesso e lieve, il tripudiar dell'onde. Era un presagio dolce e lusinghiero: Il Piave mormorò: "Non passa lo straniero!" Ma in una notte triste si parlò di tradimento/di un fosco evento e il Piave udiva l'ira e lo sgomento. Ahi, quanta gente ha vista venir giù, lasciare il tetto, per l'onta consumata a Caporetto/poiché il nemico irruppe a Caporetto. Profughi ovunque dai lontani monti venivano a gremir tutti i suoi ponti. S'udiva allor dalle violate sponde sommesso e triste il mormorio dell'onde. Come un singhiozzo in quell'autunno nero, il Piave mormorò: "Ritorna lo straniero!" E ritornò il nemico per l'orgoglio e per la fame: voleva sfogar tutte le sue brame. Vedeva il piano aprico di lassù, voleva ancora sfamarsi e tripudiare come allora. "No!", disse il Piave, "no!", dissero i fanti, "mai più il nemico faccia un passo avanti!" Si vide il Piave rigonfiar le sponde, e come i fanti combattevan l'onde. Rosso del sangue del nemico altero, il Piave comandò: "Indietro va', straniero!" Indietreggiò il nemico fino a Trieste, fino a Trento, e la vittoria sciolse le ali al vento. Fu sacro il patto antico, fra le schiere furon visti risorgere Oberdan, Sauro e Battisti. Infranse alfin l'italico valore le forche e l'armi dell'impiccatore. Sicure l'Alpi, libere le sponde, e tacque il Piave, si placaron l'onde. Sul patrio suolo, vinti i torvi imperi, la pace non trovò né oppressi né stranieri. | Le Piave murmurait calme et placide au passage des premiers fantassins, le vingt-quatre mai. L'armée marchait pour atteindre la frontière, pour faire contre l'ennemi une barrière. En silence passèrent cette nuit-là les fantassins : il fallait se taire et aller de l'avant. On entendait pendant ce temps des rives aimées, étouffée et légère, l'allégresse des vagues. C'était un présage doux et flatteur : le Piave murmura : « L'étranger ne passe pas ! » Mais, une nuit triste, on parla de trahison/d'un sombre événement et le Piave entendait la colère et l'effroi. Ah, combien il a vu de gens descendre, quitter leur maison, par la honte consumée à Caporetto/parce que l'ennemi fit une percée à Caporetto. Des réfugiés partout, des montagnes lointaines, venaient pour s'entasser sur tous ses ponts. On entendait alors des rives violées, étouffé et triste, le murmure des vagues. Comme un sanglot en cet automne noir, le Piave murmura : « L'étranger revient ! » Et l'ennemi revint par l'orgueil et par la faim : il voulait donner libre cours à tous ses désirs. Il voyait la plaine ensoleillée de là-haut, il voulait encore se nourrir et exulter comme alors. « Non ! » dit le Piave, « Non ! » dirent les fantassins, « Que l'ennemi ne fasse plus jamais un pas en avant ! » On vit le Piave regonfler ses rives et, comme les fantassins, les vagues combattaient. Rouge du sang de l'ennemi hautain, le Piave ordonna : « Va-t'en, étranger ! » L'ennemi s'en alla jusqu'à Trieste, jusqu'à Trente, et la victoire déploya ses ailes au vent. Le pacte ancien fut honoré, dans les rangs on vit revivre Oberdan, Sauro et Battisti. Finalement la bravoure italienne brisa la potence et les armes du bourreau. Les Alpes étaient sûres, les rives libres et le Piave se tut, les vagues s'apaisèrent. Sur le sol natal, les empires sinistres vaincus, la paix ne trouva ni opprimés ni étrangers. |

### Crédits de traduction
- (it) Cet article est partiellement ou en totalité issu de l’article de Wikipédia en italien intitulé « La canzone del Piave » (voir la liste des auteurs).